# 新田神社 (太田市)
新田神社（にったじんじゃ）は、群馬県太田市金山町にある神社。新田義貞を祭神として祀る。

## 歴史
新田金山に築城された戦国時代の城の新田金山城の本丸跡とされている山上に鎮座している。
新田神社建立の最初の動きは、明治元年（1868年）、橋本多賀之助（幕末期に新田官軍の中核として活動し、維新後は太政官に出仕した人物）が新田・高山両神社造営の建白書を太政官に提出したことである。
明治6年（1873年）5月、新田俊純、横瀬貞篤、横瀬貞善らが新田義貞を祀る神社を建立することを請願し、同年8月に栃木県の許可を得た。
明治8年（1875年）3月、本殿を金山城本丸跡に建設し、新田神社の称号を許され鎮座祭を挙行。
明治9年（1876年）4月27日県社に列せられ、明治12年（1879年）4月郷社る。
明治18年（1885年）10月25日皇后美子の参拝、明治25年（1892年）10月17日皇太子嘉仁の参拝、明治42年（1909年）11月7日皇孫裕仁の参拝を受ける。
平成26年（2014年）10月に社務所が全焼する火災が発生したが、同年12月には太田市本町の高山神社の本殿が全焼する火災も発生しており、不審火とみられている。